# X-Squad
X-Squad (X-Fire /Crossfire) est un jeu vidéo d'action développé par Square Electronic Arts et édité par Electronic Arts, sorti en 2000 sur PlayStation 2.

## Accueil
- Famitsu : 30/40[1]
- Jeuxvideo.com : 13/20[2]
- Joypad : 7/10[3]